# En Gedi
En Gedi (hebr. עין גדי) – kibuc położony w samorządzie regionu Tamar, w Dystrykcie Południowym, w Izraelu.
Leży na zachodnim brzegiem Morza Martwego, przy drodze nr 90 (Ejlat-Kirjat Szemona), w odległości 37 km na południowy wschód od Jerozolimy, 13 km na północ od twierdzy Masada, 31 km na południe od Kumran i 35 km na północ od En Bokek.
Położenie En Gedi w depresji wokół Morza Martwego sprzyja rozwojowi roślinności podzwrotnikowej, palm, drzew balsamowych i różnorakich owoców, co sprawia, że En Gedi wyróżnia się jako bujna oaza na tle wyjątkowo jałowej Pustyni Judzkiej. Wokół kibucu rozciąga się Park Narodowy En Gedi.

## Historia

### Czasy współczesne
W kwietniu 1849 amerykański podróżnik, kapitan William Lynch odkrył na nowo oazę En Gedi – nazwał ją Źródłem George’a Washingtona.
W 1949 mieścił się tutaj izraelski posterunek wojskowy. W latach 50. XX wieku założono kibuc, potem rezerwat przyrody, ogród botaniczny i park narodowy. W latach 80. i 90. XX wieku powstały kompleksy bungalowów i hotel (En Gedi Country Hotel) oraz schronisko młodzieżowe.

## Gospodarka
W 1997 kibuc otworzył rozlewnię wód mineralnych, jednak głównym źródłem dochodów jest turystyka.
Współczesny kibuc jest komfortowym uzdrowiskiem, w którym wykorzystuje się źródła z wodami siarczanymi. Turyści są dowożeni nad brzeg Morza Martwego małym pociągiem.

## Międzynarodowy Ogród Botaniczny

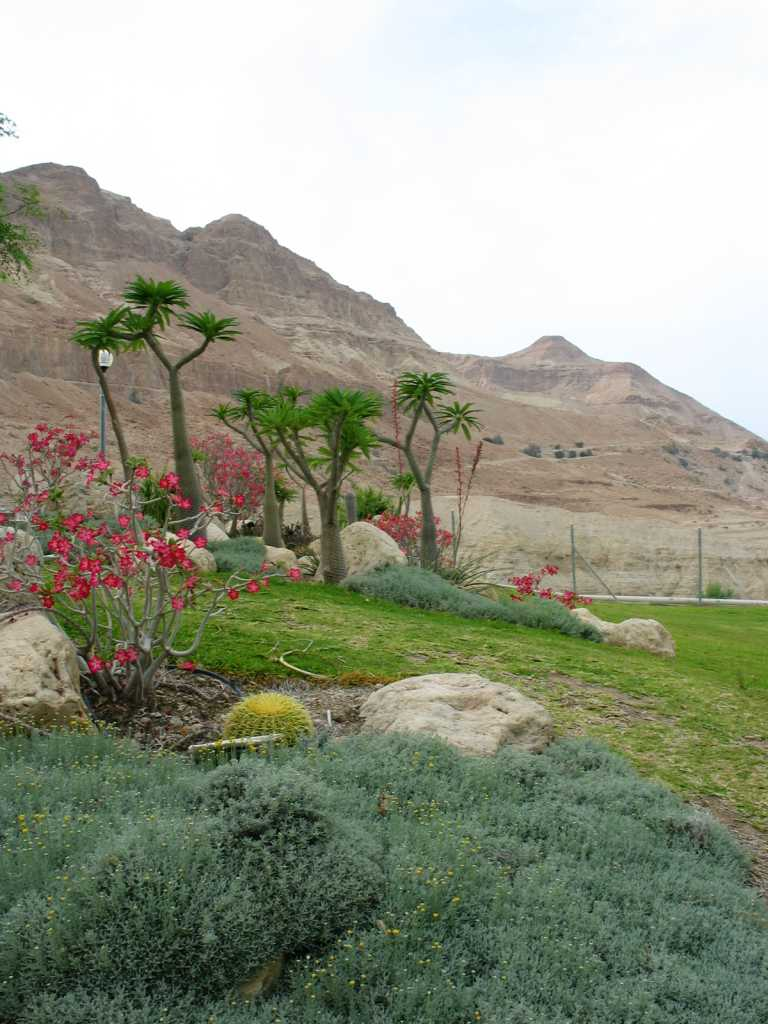
Międzynarodowy Ogród Botaniczny En Gedi.

W 1994 utworzono ogród botaniczny, który został uznany za „międzynarodowy”. Położony jest on na obszarze 10 ha z unikatową roślinnością pochodzącą z różnych regionów całego świata – np. bambusy, baobaby oraz kolekcja 30 palm z różnych części świata

## Park Narodowy Starożytności
W odległości około 1 km na północ od kibucu znajduje się Park Narodowy Starożytne En Gedi tzw. Nahal Arugot, z pozostałościami zabytkowej synagogi z okresu Bizancjum. W synagodze w 1970 roku odkryto zwęglony zwój, który odczytano w roku 2015.
Na początku XX wieku w okolicach starożytnego portu En Gedi, odnaleziono dwie drewniane dobrze zakonserwowane kotwice. Jedna ma przypuszczalnie 2500 lat, druga ma około 2000 lat. Obecnie można je oglądać w Jerozolimskim Muzeum Izraelskim. Pod koniec 2002 archeolodzy z Uniwersytetu Hebrajskiego w Jerozolimie odkryli w rezerwacie En Gedi małą jaskinię, w której ukrywali się powstańcy żydowscy Bar Kochby z 132 roku n.e. Znaleziono w niej dwa papirusy, 11 monet oraz metalowe groty strzelnicze.

## Park Narodowy En Gedi
Założony w 1972 w północnej części oazy na powierzchni 25 km². Tutejszy mikroklimat sprzyja rozwojowi roślinności podzwrotnikowej, m.in.: palm, drzew balsamowych i różnorakich drzew owocowych. W północnej części parku znajduje się malowniczy, pustynny kanion Nachal Dawid, w którym jest wodospad Dawida ze studnią Dawida, Jaskinia Kochanków, a także wodospad Sulamitki.